# Косовскомитровачки управни округ
Косовскомитровачки управни округ је управни округ у административном систему Републике Србије, на подручју Аутономне Покрајине Косова и Метохије. Званично седиште округа налази се у Косовској Митровици, али окружна управа је средином 1999. године измештена из дотадашњих просторија и од тада се налази у северном делу Косовске Митровице.
Косовскомитровачки округ обухвата шест општина: 
1. Општина Вучитрн, општинско место Вучитрн
2. Општина Звечан, општинско место Звечан
3. Општина Зубин Поток, општинско место Зубин Поток
4. Општина Косовска Митровица, општинско место Косовска Митровица
5. Општина Лепосавић, општинско место Лепосавић
6. Општина Србица, општинско место Србица

## Историја
Након ослобођења Косовске Митровице (1912) и укључивања тог подручја у састав Краљевине Србије, формиран је Звечански округ, који је постојао и за време Краљевине СХС (1918-1922) са седиштем у Митровици. Након спровођења административне реформе и оснивања ширих области (1922), у Митровици је наставило да постоји окружно начелство као испостава новоустановљене Рашке области. Потоњим укидањем области и оснивањем бановина (1929), Митровица је постала седиште окружног инспектората у саставу Зетске бановине. Митровички окружни инспекторат је обухватао шест срезова: Дежевски, Источки, Митровички, Моравички, Пећки, Студенички и Штавички. Такво уређење је остало на снази све до 1941. године, када је установљен нови Митровички округ, који је имао пет срезова: Вучитрнски, Дежевски, Лапски, Митровички и Студенички.
Савремени окрузи су установљени посебном уредбом, коју је Влада Републике Србије донела 29. јануара 1992. године. Том уредбом, прописан је делокруг и начин вођења свих оних послова државне управе које поједина министарства обављају изван својих седишта, у окрузима као подручним испоставама државне власти. Према истој уредби створен је и Косовскомитровачки округ, који је обухватао шест општина: Вучитрн, Звечан, Зубин Поток, Косовска Митровица, Лепосавић и Србица.
Према каснијој уредби Владе Републике Србије од 23. фебруара 2006. године, окрузи су променили име у управни окрузи. У Косовскомитровачком округу постоји неколико значајних привредних организација: грађевинских, хемијских, конфекцијских и пољопривредних. Има укупно 275.904 становника. 